# Alegre (Timóteo)
Alegre é um bairro do município brasileiro de Timóteo, no interior do estado de Minas Gerais. Localiza-se no distrito-sede, estando situado na Regional Leste. Segundo o censo demográfico de 2022, realizado pelo Instituto Brasileiro de Geografia e Estatística (IBGE), sua população era de 3 372 habitantes e havia 1 211 domicílios particulares permanentes ocupados.
De acordo com o IBGE, em 2010 a população era de 2 939 habitantes e havia 889 domicílios particulares.

## História e descrição
O bairro Alegre está localizado onde o fazendeiro Francisco de Paula e Silva se instalou em 1831, dando início ao povoamento da região onde atualmente estão situados os municípios de Timóteo e Coronel Fabriciano. O local é referenciado pela foz do ribeirão Timotinho no rio Piracicaba, próximo de onde veio surgir o núcleo urbano do atual bairro.
Francisco de Paula e Silva instalou ali a sede da Fazenda do Alegre, cujas terras abrangiam parte do atual município de Timóteo. No decorrer dos anos as terras foram repassadas aos seus descendentes, porém já estavam em posse de diversos proprietários no início do século XX. Dentre esses donos há de se ressaltar os irmãos Sebastião e João Malaquias Ferreira, que doaram um terreno dedicado a São Sebastião no local onde está situada a atual Praça 29 de Abril, no Centro-Sul. Essa área veio a ser utilizada para a construção de uma pequena igreja de madeira. Nesse ponto, havia se estabelecido um povoamento que passou a ser conhecido como São Sebastião do Alegre, que veio a ser a sede da embrionária cidade de Timóteo.
Parte das terras da antiga Fazenda do Alegre também foi incorporada para locação do núcleo industrial da Acesita (atual Aperam South America) na década de 1940. O atual bairro Alegre, por sua vez, desenvolveu-se nas margens do córrego do Alegre. Outro delimitador de seu traçado, posteriormente, foi a construção do anel viário da BR-381. Em função das limitações da topografia seu crescimento urbano ocorreu de forma relativamente isolada dos centros Norte e Sul de Timóteo, que são as principais centralidades da cidade. A execução do calçamento e urbanização foi realizada pela administração municipal antes de 1981.
Apesar de ser um bairro predominantemente residencial, o núcleo habitacional possui um distrito industrial em sua vizinhança. A Avenida Alexandre Torquetti é a principal via da localidade. Dentre os principais marcos do Alegre estão o campo do São Francisco, equipe de futebol sediada no bairro, e a Escola Municipal Virgínia de Souza Reis, que fornece à população a educação infantil e o ensino fundamental.

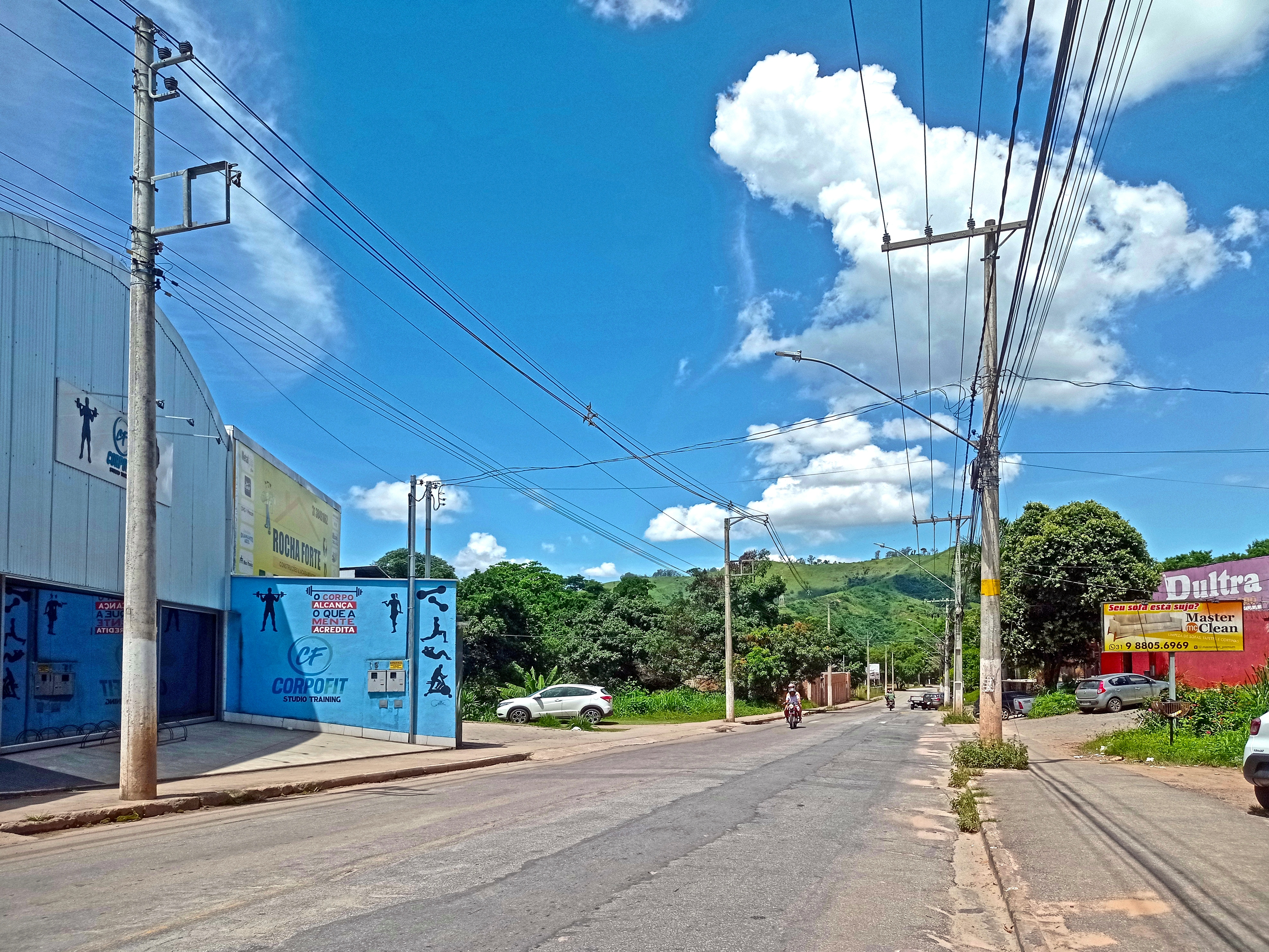
Avenida Alexandre Torquetti, principal via do bairro.
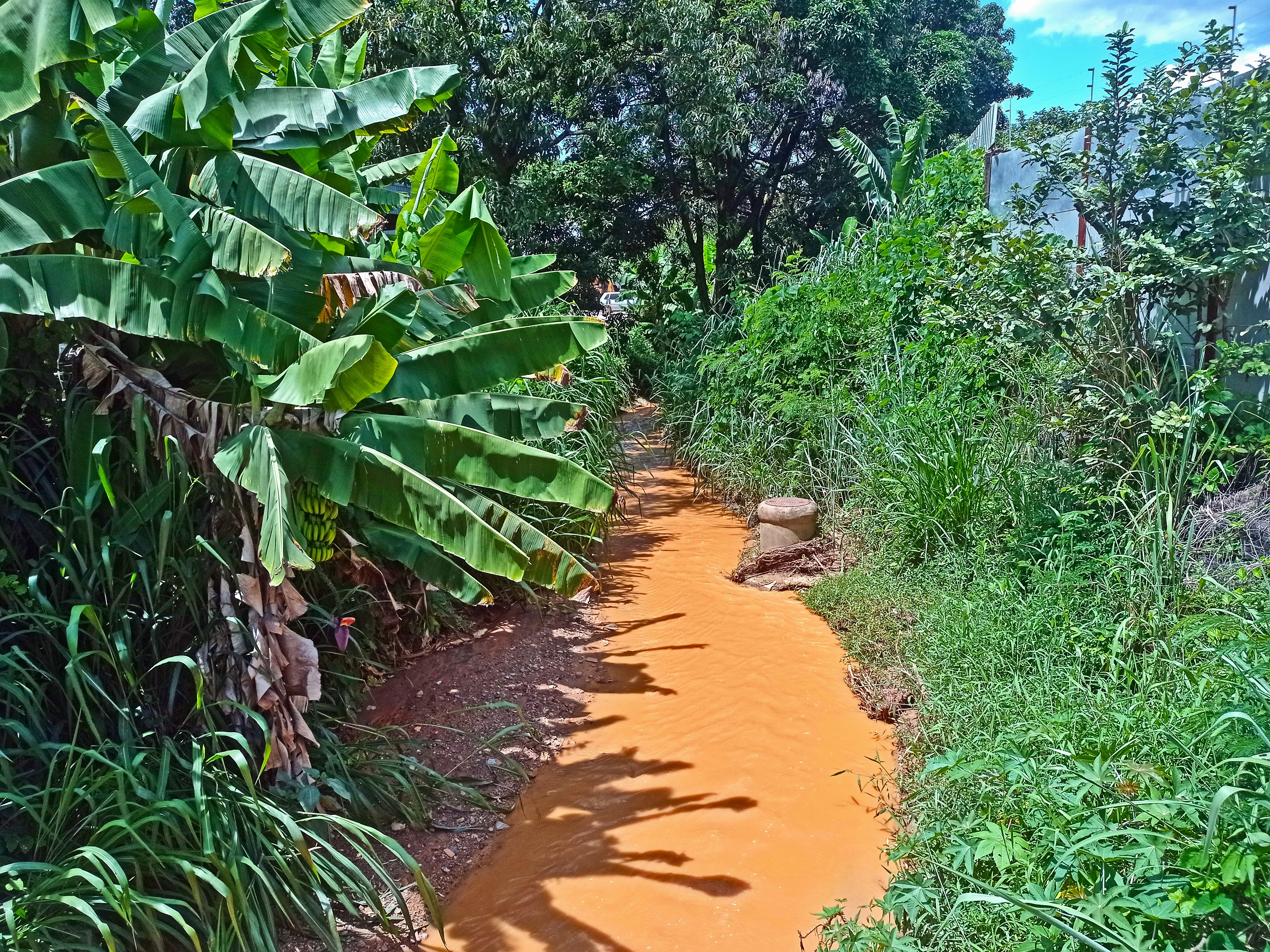
Córrego Alegre no interior do bairro
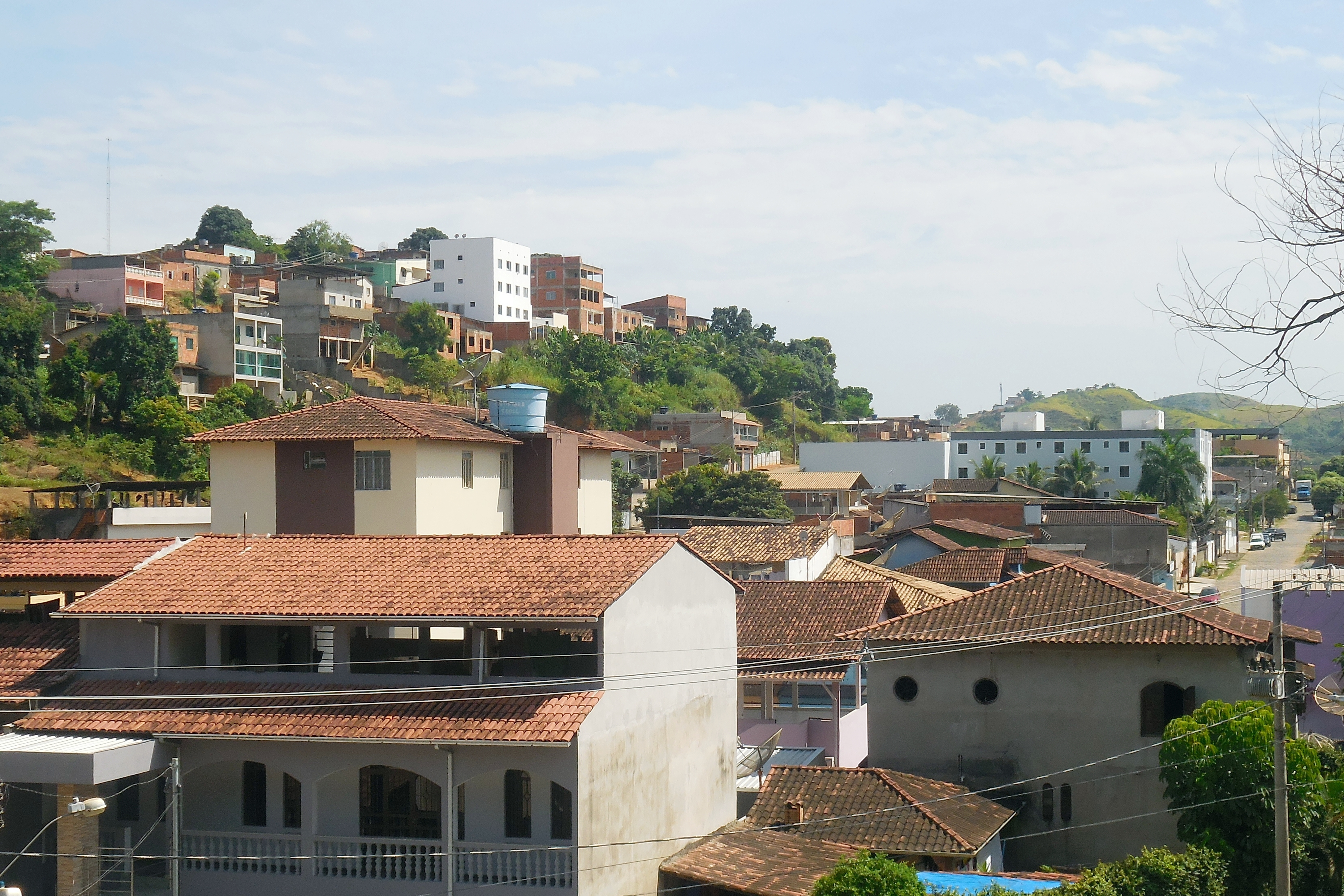
Vista parcial do Alegre a partir da Avenida Alexandre Torquetti